# Urtica ballotifolia
Urtica ballotifolia är en nässelväxtart som beskrevs av Hugh Algernon Weddell. Urtica ballotifolia ingår i släktet nässlor, och familjen nässelväxter. Inga underarter finns listade i Catalogue of Life.